# مک و من
مک و من (انگلیسی: Mac and Me) یک فیلم علمی تخیلی، کمدی و ماجراجویانه آمریکایی محصول سال ۱۹۸۸ به کارگردانی استوارت رافیل با بازی کریستین ابرسول و جاناتان وارد می‌باشد. فیلم بر روی یک موجود بیگانه اسرارآمیز (مک) متمرکز دارد که از دست مأموران بدجنس ناسا می‌گریزد و با پسری به نام اریک کروز دوست می‌شود. آنها با هم سعی می‌کنند خانواده مک را که او از آنها جدا شده است پیدا کنند.
این فیلم در گیشه ضعیف عمل کرد و به‌طور کلی توسط منتقدان مورد توجه قرار گرفت، تا حدی به دلیل خطوط داستانی مشابه ئی.تی. موجود فرازمینی (۱۹۸۲)، و همچنین قرار دادن محصولات دقیق آن از مک‌دونالد و کوکا کولا. این فیلم نامزد چهار جایزه تمشک طلایی شد و برنده بدترین کارگردانی و بدترین ستاره جدید (برای رونالد مک دونالد) شد. با این حال، چهار نامزدی جوایز جوانان در فیلم (در حال حاضر جوایز هنرمند جوان) را دریافت کرد. به دلیل استقبال ضعیف از آن، اوریون پیکچرز دنباله برنامه‌ریزی شده را لغو کرد. در حالی که به عنوان یکی از بدترین فیلم‌های ساخته شده در نظر گرفته می‌شود، به یک فیلم کالت تبدیل شده است.

## بازخوردها
- در جمع‌آوری نقد راتن تومیتوز، با ۲۸ نقد، این فیلم دارای ۷٪ محبوبیت و میانگین امتیاز ۳٫۴ از ۱۰ است. اجماع سایت چنین می‌گوید: «مک و من به درستی بدنام است: نه تنها تقلیدی کم رنگ از فیلم ئی.تی. بلکه یک آگهی تبلیغاتی طولانی مدت برای مک‌دونالدز و کوکاکولا است.»[۳]
- در متاکریتیک، این فیلم بر اساس رای ۱۲ منتقد، امتیاز ۲۶ از ۱۰۰ را کسب کرده است که نشان‌دهنده «بررسی‌های عموماً نامطلوب» است.[۴]
- این فیلم در ایالات متحده ۶٫۴۲۴٫۱۱۲ دلار در مقابل بودجه ۱۳ میلیون دلاری فروخت و بمب گیشه شد.